# Otta
Otta este un oraș situat în partea de sud a Norvegiei, la poalele Alpilor Scandinaviei, la confluența râurilor Otta și Lågen. Este reședința comunei Sel, din provincia Innlandet. Are o suprafață de 1,57 km² și o populație de 2.283 locuitori(2021). Până la data de 1.1.2020 a aparținut provinciei Oppland. Localitatea a fost declarată oraș în 2000. Stație de cale ferată pe linia Dovre (Dovrebanen) inaugurată în 1896. Exploatare de roci de construcție. Industria lemnului și poligrafică. Otta este punct de acces pentru Parcul Național Rondane.